# Astana Open 2020
Astana Open 2020 byl profesionální tenisový turnaj pořádaný v rámci mužského okruhu ATP Tour, který se hrál v hale na tvrdém povrchu GreenSet. Probíhal mezi 26. říjnem až 1. listopadem 2020 v kazachtánské metropoli Nur-Sultan jako první ročník turnaje. Do kalendáře okruhu byl zařazen dodatečně ve formě náhrady za zrušené události kvůli pandemii covidu-19.
Turnaj s rozpočtem 337 000 dolarů se řadil do kategorie ATP Tour 250. Nejvýše nasazeným hráčem ve dvouhře se stal dvacátý sedmý tenista světa Benoît Paire z Francie. Jako poslední přímý účastník do hlavní singlové soutěže nastoupil 91. hráč žebříčku, Australan James Duckworth.
Premiérový singlový titul na okruhu ATP Tour vybojoval 31letý Australan John Millman, jenž se stal pátým tenistou probíhající sezóny, kterému se na cestě za titulem podařilo odvrátit mečbol. Čtyřhru vyhrála dvojice Belgičanů Sander Gillé a Joran Vliegen, jejíž členové získali čtvrtou společnou trofej.

## Rozdělení bodů a finančních odměn

### Rozdělení bodů
| Soutěž  | vítězové | finalisté | semifinalisté | čtvrtfinalisté | 16 v kole | 32 v kole | Q  | Q2 | Q1 |
| ------- | -------- | --------- | ------------- | -------------- | --------- | --------- | -- | -- | -- |
| dvouhra | 250      | 150       | 90            | 45             | 20        | 0         | 12 | 6  | 0  |
| čtyřhra | 250      | 150       | 90            | 45             | 0         | —         | —  | —  | —  |

### Finanční odměny
| Soutěž                              | vítězové | finalisté | semifinalisté | čtvrtfinalisté | 16 v kole | 32 v kole | Q2      | Q1      |
| ----------------------------------- | -------- | --------- | ------------- | -------------- | --------- | --------- | ------- | ------- |
| dvouhra                             | 13 410 $ | 11 210 $  | 9 135 $       | 7 480 $        | 6 650 $   | 5 455 $   | 2 665 $ | 1 385 $ |
| čtyřhra                             | 6 080 $  | 5 040 $   | 4 030 $       | 3 230 $        | 2 650 $   | —         | —       | —       |
| částka ve čtyřhře je uvedena na pár |          |           |               |                |           |           |         |         |

## Mužská dvouhra

### Nasazení
| Stát                          | Hráč              | ATP | Nasazení |
| ----------------------------- | ----------------- | --- | -------- |
| Francie                       | Benoît Paire      | 27. | 1.       |
| Srbsko                        | Miomir Kecmanović | 39. | 2.       |
| Francie                       | Adrian Mannarino  | 41. | 3.       |
| Austrálie                     | John Millman      | 44. | 4.       |
| USA                           | Tennys Sandgren   | 48. | 5.       |
| Kazachstán                    | Alexandr Bublik   | 51. | 6.       |
| USA                           | Tommy Paul        | 59. | 7.       |
| Austrálie                     | Jordan Thompson   | 60. | 8.       |
| Žebříček ATP k 19. říjnu 2020 |                   |     |          |

### Jiné formy účasti
Následující hráči obdrželi divokou kartu do hlavní soutěže:
- Dmitrij Popko
- Andreas Seppi
- Timofej Skatov

Následující hráč nastoupil do hlavní soutěže pod žebříčkovou ochranou:
- Mackenzie McDonald

Následující hráči postoupili z kvalifikace:
- Damir Džumhur
- Aslan Karacev
- Emil Ruusuvuori
- Júiči Sugita

### Odhlášení
před zahájením turnaje
- Pablo Andújar → nahradil jej  Michail Kukuškin
- Laslo Djere → nahradil jej  Federico Delbonis
- Richard Gasquet → nahradil jej  Radu Albot
- Juan Ignacio Londero → nahradil jej  Jegor Gerasimov
- Gilles Simon → nahradil jej  Mackenzie McDonald

## Mužská čtyřhra

### Nasazení
| Stát                                                                     | Hráč           | Stát       | Hráč           | ATP | Nasazení |
| ------------------------------------------------------------------------ | -------------- | ---------- | -------------- | --- | -------- |
| Belgie                                                                   | Sander Gillé   | Belgie     | Joran Vliegen  | 79. | 1.       |
| Austrálie                                                                | Max Purcell    | Austrálie  | Luke Saville   | 79. | 2.       |
| Nový Zéland                                                              | Marcus Daniell | Rakousko   | Philipp Oswald | 85. | 3.       |
| Japonsko                                                                 | Ben McLachlan  | Chorvatsko | Franko Škugor  | 86. | 4.       |
| Žebříček ATP k 19. říjnu 2020; číslo je součtem umístění obou členů páru |                |            |                |     |          |

### Jiné formy účasti
Následující páry obdržely divokou kartu do hlavní soutěže:
- Andrej Golubjev /  Oleksandr Nedověsov
- Mohamed Safwat /  Denis Jevsejev

Následující pár nastoupil pod žebříčkovou ochranou:
- Mackenzie McDonald /  Tommy Paul

## Přehled finále

### Mužská dvouhra
- John Millman vs.  Adrian Mannarino, 7–5, 6–1

### Mužská čtyřhra
- Sander Gillé /  Joran Vliegen vs.  Max Purcell /  Luke Saville, 7–5, 6–3